# 寒河江広種
寒河江 広種（さがえ ひろしげ、ひろたね、旧字体：廣種）は、戦国時代の武将。寒河江氏16代。寒河江城主9代。

## 生涯

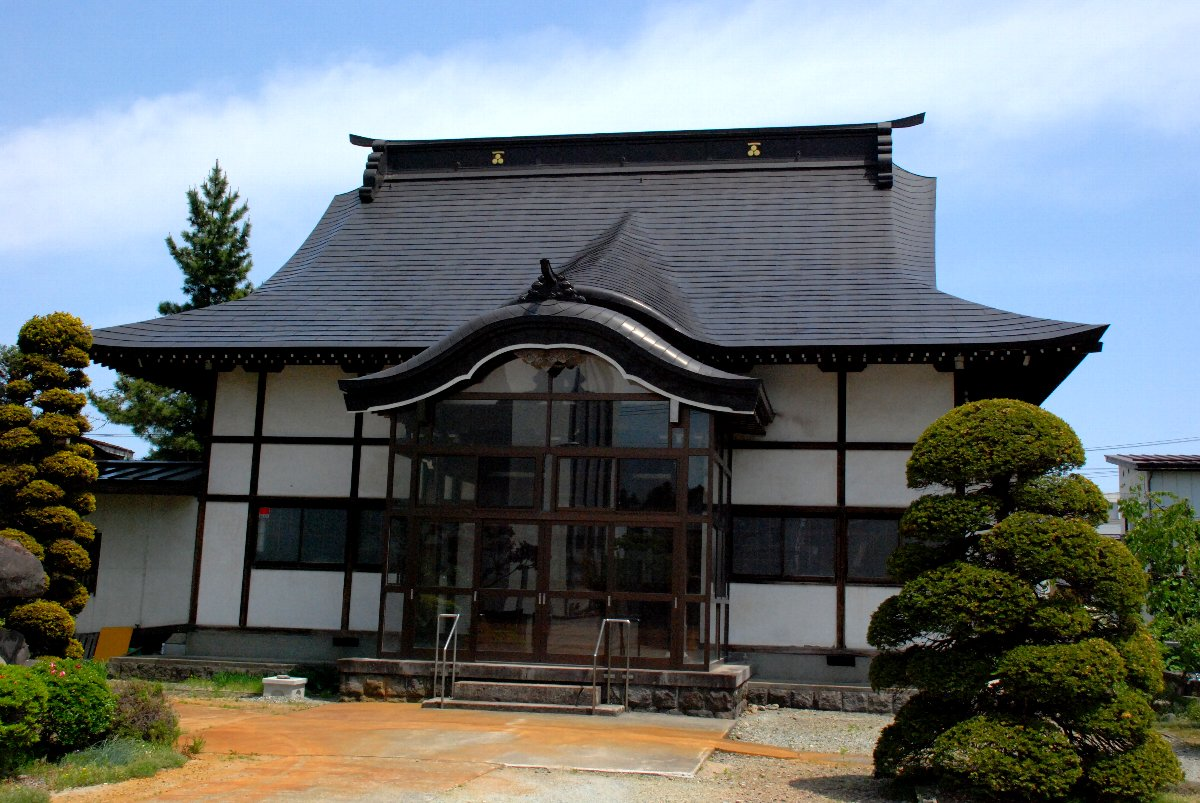
福泉寺（寒河江市）

文亀元年（1501年）、出羽国寒河江城主・寒河江宗広の五男として誕生。
側室の子であったため仏門に入り、法華院光栄を名乗る。永正元年（1504年）、父の死により後継者争いが発生し隣国の最上氏の介入をも招いたが、永正2年（1505年）に弟で正室の子である孝広が3歳にして寒河江氏を継ぐことで決着した。ところが、大永7年（1527年）に孝広が嗣子のないまま病死。そのため法華院光栄が還俗し、広種と改名して家督を継いだ。
享禄元年（1528年）、福泉寺を開基。開山は本寺である澄江寺2代の象外棟玄大和尚が務めた。なお、広種直筆の三社宣託が現存している。また、代々からの居城・寒河江城の改築も継続された。当初は方形単郭の平城であったが、二の堰を開削して二の丸・三の丸が築造され、広種の代には三重の堀を持つ連郭式平城となった。
広種の姉妹は山野辺直広（山野辺城主）・中野氏（中野城主）に嫁いでおり、兄孝広の正室は楯岡義輔（楯岡城主）の娘であった。また、「永正本大江系図」によれば広種も「楯岡妹」を妻としたという。最上氏庶流と縁戚関係を軸とした同盟関係にあったと思われる。
周辺情勢は、有力大名である伊達氏では天文11年（1542年）から6年間続つ内紛の天文の乱によって勢力を減衰させ、それに伊達氏の支配下にあった最上氏も介入したことなどから、広種の時代は比較的穏やかな治世だった。
天文15年（1547年）12月24日、数え46歳で死去。家督は子の兼広が継いだ。

## 系譜
- 父： 寒河江宗広 - 左京大夫、左近大夫将監、因幡守。
- 母： 不詳
- 正室：祐林寺殿竹隠林公大禅定尼[6] - 天文5年（1536年）没[7]。墓所祐林寺（山形県寒河江市）。
  - 兼広 - 嫡男。太郎四朗。寒河江城主10代。永禄3年（1560年）に侵攻した最上氏を退けるが、天正2年（1574年）の天正最上の乱にて家中は分裂状態となった。法名治天広心。

## 関連資料
- 寒河江市史編纂委員長 阿部酉喜夫『寒河江大江氏』、1988
- 寒河江市史編さん委員会『寒河江市史 上巻』、1994
- 寒河江市史編さん委員会『寒河江市史 大江氏ならびに関係史料』、2001